# Nekogahara
Nekogahara (猫ヶ原(ねこがはら), Neko ga Hara, de 猫 (« neko », chat), et 関ヶ原 (Sekigahara)) est un manga Shōnen écrit et dessiné par Takei Hiroyuki,.
Il est prépublié entre septembre 2015 et avril 2018 dans le magazine Shōnen Magazine Edge puis publié en 5 volumes au Japon par Kodansha entre avril 2016 et mai 2018.
En France, les 5 volumes sont publiés par Pika entre août 2022 et avril 2023, traduits par Manon Debienne et Sayaka Okada.

## Résumé
Prenant place dans une version alternative du Japon féodal et mettant en scène des chats anthropomorphes, Nekogahara raconte l'histoire de Norachiyo, un "chamouraï" devenu vagabond après avoir perdu son maitre. Parti pour un ultime voyage à la recherche de celui-ci, il va traverser un Japon en pleine ébullition sociale et politique.

## Personnages principaux
La plupart des noms de personnages ou de lieux résultent de jeux de mots entre races de chats et figures historiques. Ils sont explicités par les traducteurs dans un index à la fin de chaque volume.
Norachiyo
"Nora-" signifie "errant" et "-chiyo" est un suffixe couramment utilisé à l'Époque d'Édo pour attribuer un "nom d'enfance" (yōmyō, 幼名) aux jeunes descendants de nobles ou de samouraïs. Ayant perdu son maître alors qu'il était enfant, Norachiyo a conservé ce nom à l'âge adulte.
Ancien chat domestiqué devenu vagabond, Norachiyo erre à la recherche de son maître. Il est reconnaissable par sa cicatrice en forme de croix à l'œil droit, son katana "Kotatsu" et sa clochette d'ancien domestiqué. Ayant la réputation d'avoir attaqué et tué un humain – le "Guerrier rouge" – pour protéger son maître pendant la bataille de Sekigahara, il a gagné le surnom de "Norachiyo le tueur de dieux". Violent et misanthrope, il cherche néanmoins à incarner l'honneur et la fierté des chats vagabonds, et saura se lier d'amitié avec Amemura Shôto et Norue Shishiwaka. Pourchassé par l'officier de la police secrète Shiriya Abyhei et protégé par le bonze Horudo, il traverse un Japon soumis à la corruption et à l'oppression, à la recherche de sa propre quiétude.
Amemura Shôto
Le nom d'Amemura Shôto, comme celui de son père Amemura Rikan, est un jeu de mots sur "American shorthair" (アメリカンショートヘア, amerikan shôtohea en japonais), nom de la race de chat à laquelle ils appartiennent et dont ils reprennent les caractéristiques physiques.
Fils d'Amemura Rikan, shogun corrompu du château d'Himemasu (inspiré du château de Himeji), Shôto s'est constitué un gang autour de la vente du matatabi, une herbe aux effets euphorisants. Son objectif est de supasser son père dans ce commerce, et d'asseoir ainsi son autorité sur la région. Sa rencontre avec Norachiyo les amène à combattre, Norachiyo confondant systématiquement Shôto avec le "Guerrier rouge" de ses cauchemars. Comprenant le peu d'estime que son père avait pour lui, et découvrant le véritable caractère de Norachiyo et le sens de sa quête, Shôto finira par le rejoindre pour l'aider à affronter l'officier de la police secrète Shiriya Abyhei et en contrecarer les vils desseins politiques.
Norue Shishiwaka
Le nom de Shishiwaka, "Norue", renvoie à la race des chats "Norvégiens" (en anglais : Norwegian Forest Cat, et en japonais ノルウェージャン フォレスト キャット, noruwējan foresuto kyatto). Il en va de même pour son père, nommé "Gian Forest". Quant au "Shishi" de son prénom, il signifie "lion".
Lorsqu'il apparaît dans l'histoire, l'élégant Norue Shishiwaka, entouré d'une cohorte de "shishifans" qui l'admirent, construit sa réputation en mettant sa force et son habileté au service de la justice. C'est ainsi qu'il prend la défense de Shôto contre Norachiyo, dont il possède un "Miavis de recherche". Mais comme Shôto, sa personnalité va évoluer au contact de Norachiyo, qu'il accompagnera finalement lui aussi dans sa quête. Shishiwaka s'avère être le fils du missionnaire chrétien Gian Forest, fomenteur de la rébellion de Shimagara (inspirée de la rébellion de Shimabara). Son père le reniera et lui préfèrera le cruel Amagami Shirô (inspiré du rebelle chrétien Amakusa Shirō). Alors que Forest et Shirô représentent un fanatisme violent et politisé, utilisant la religion comme arme de domination contraire aux intérêts du Japon, Shishiwaka tentera de conserver une foi pure et pacifique.
Shiriya Abyhei
Le prénom "Abyhei" s'inspire de la race des Abyssins (アビシニアン, abishinian en japonais)
Né dans la pauvreté la plus extrême, Shiriya Abyhei fait d'abord partie du gang Odama, dont il renverse le chef en cherchant dans un premier temps à faire accuser le jeune Norachiyo. Incarcéré sur l'Île des bannis, il se refait une réputation et intègre la police secrète. Croisant à nouveau la route de Norachiyo, il cherche en vain à l'éliminer. Depuis l'île de Dejima (出島), il est prêt à trahir les intérêts du Japon au profit des nations étrangères (Portugais, puis Néerlandais), mais Norachiyo et lui se retrouvent finalement pour un ultime duel.

## Liste des volumes
| Volumes | Chapitres | Date de publication |
| ------- | --- | ------------------- |
| Vol. 1  | - Ch. 1 : Quand dégaine le chat, tinte la clochette (猫、太刀振るまい鈴が鳴る) - Ch. 2 : Rêves pourpres, dangereux divertissements (赤い夢、危険道楽) - Ch. 3 : Belles paroles (BUSY LAKE) - Ch. 4 : Belles paroles II (BUSY LAKE：2) - Ch. 5 : Belles paroles III (BUSY LAKE：3) - Ch. 6 : Enquêtes officieuses, attaques postérieures (童心、徹甲乱破)                    | 24 août 2022        |
| Vol. 2  | - Ch. 7 : Tronc (木) - Ch. 8 : Obstacles (タチハダカルモノ) - Ch. 9 : Short Cake (Short Cake.上) - Ch. 10 : Short Cake II (Short Cake.中) - Ch. 11 : Short Cake III (Short Cake.下) - Chapitre bonus : Quand on parle du chat (番外編 憂さはらし、噂噺家) - Histoire inédite : Crossover "Nekogahara" x "Nobunyaga no yabô" (特別読切 猫ヶ原 × のぶニャがの野望 コラボ漫画) | 19 octobre 2022     |
| Vol. 3  | - Ch. 12 : Les trois chamouraïs (三匹が着る！) - Ch. 13 : Norvegian woods (濃江の森・上) - Ch. 14 : Norvegian woods II (濃江の森・中) - Ch. 15 : Norvegian woods III (濃江の森・下) - Ch. 16 : His name (奴の縄。) - Ch. 17 : Le commencement (デビュー) - Ch. 18 : Un loup déguisé en agneau (化けの皮、折れ折れ鷺) - Ch. 19 : Le chaton vagabond (ルローキティ1)          | 7 décembre 2022     |
| Vol. 4  | - Ch. 20 : Le chaton vagabond II - Ch. 21 : Le chaton vagabond III - Ch. 22 : Le chaton vagabond IV - Ch. 23 : Le chaton vagabond V - Ch. 24 : Chats de mer | 15 février 2023     |
| Vol. 5  | - Ch. 25 : Run to Shimagara - Ch. 26 : bye bye DO RAIN - Ch. 27 : Quand se lève le chat, tinte de nouveau la clochette - Ch. 28 : Bienvenue à Nekogahara - Dernier chapitre : Miadieu à moi-même | 19 avril 2023       |